# 南雄路
南雄路，中国元朝的路。
元世祖至元十五年（1278年），改南雄州为南雄路。治所在保昌（今广东省南雄市）。包括今广东省南雄市、始兴县。属于江西行省广东道宣慰司。明太祖洪武元年（1368年）改为南雄府。清仁宗嘉庆十一年（1806年），改为南雄州。1912年，改为南雄县。